# Debates e fóruns para as eleições legislativas portuguesas de 2019
A temporada de debates e fóruns para as eleições legislativas portuguesas de 2019 consiste numa série de debates que se realizarão entre 2 de setembro e 30 de setembro de 2019, com 13 frente-a-frentes entre os líderes dos partidos representados na Assembleia da República: o secretário-geral do PCP e da CDU, Jerónimo de Sousa, o secretário-geral do PS, António Costa, a porta-voz do Bloco de Esquerda, Catarina Martins, a líder do CDS-PP, Assunção Cristas, o líder do PPD/PSD, Rui Rio e o porta-voz do PAN, André Silva; 1 debate entre todos os líderes partidários com assento parlamentar; e 1 debate entre os partidos sem representação na Assembleia da República. O primeiro debate foi realizado pela SIC, no dia 2 de setembro, entre Jerónimo de Sousa e António Costa.

## Cronologia

Intervenientes
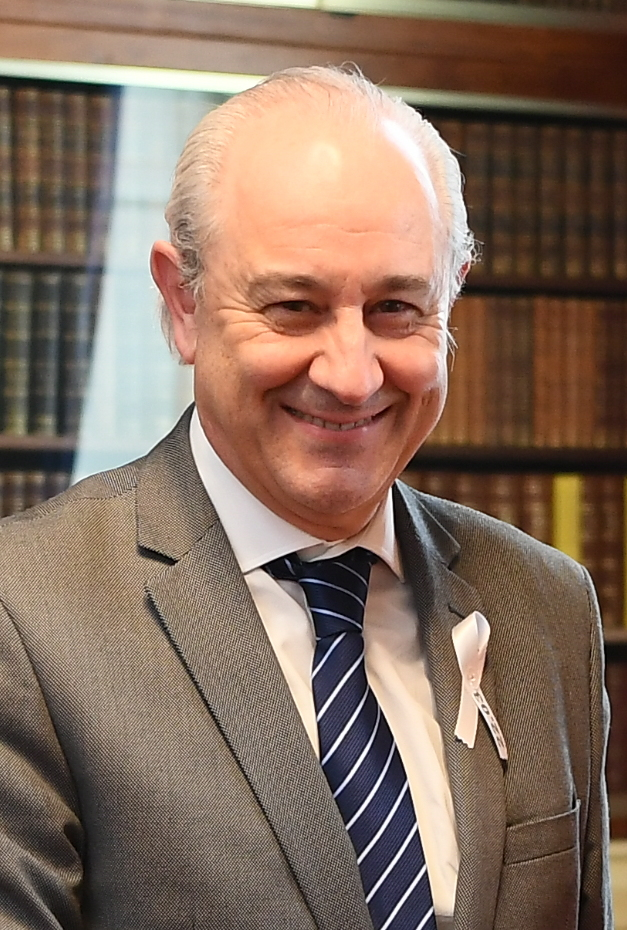
Rui Rio Partido Social Democrata (PPD/PSD)
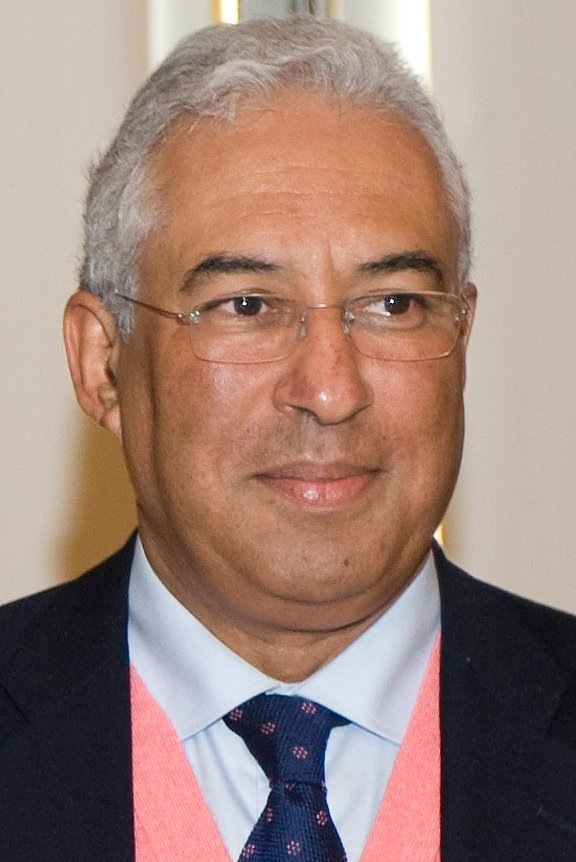
António Costa Partido Socialista (PS)
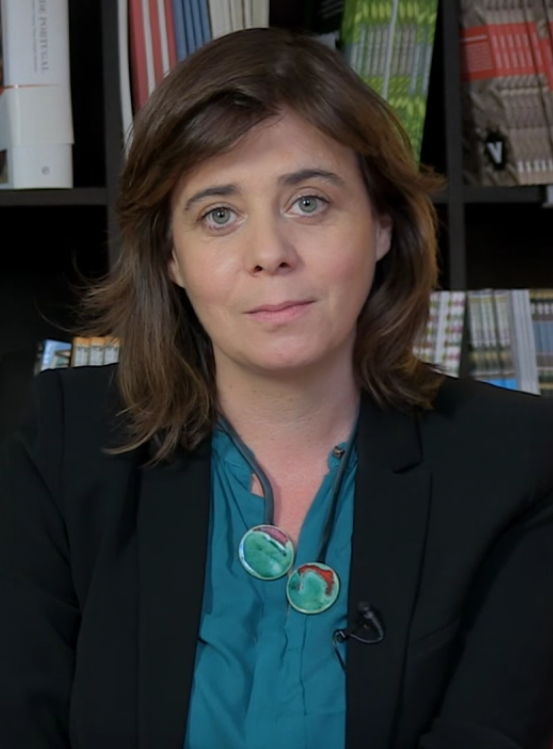
Catarina Martins Bloco de Esquerda (B.E.)
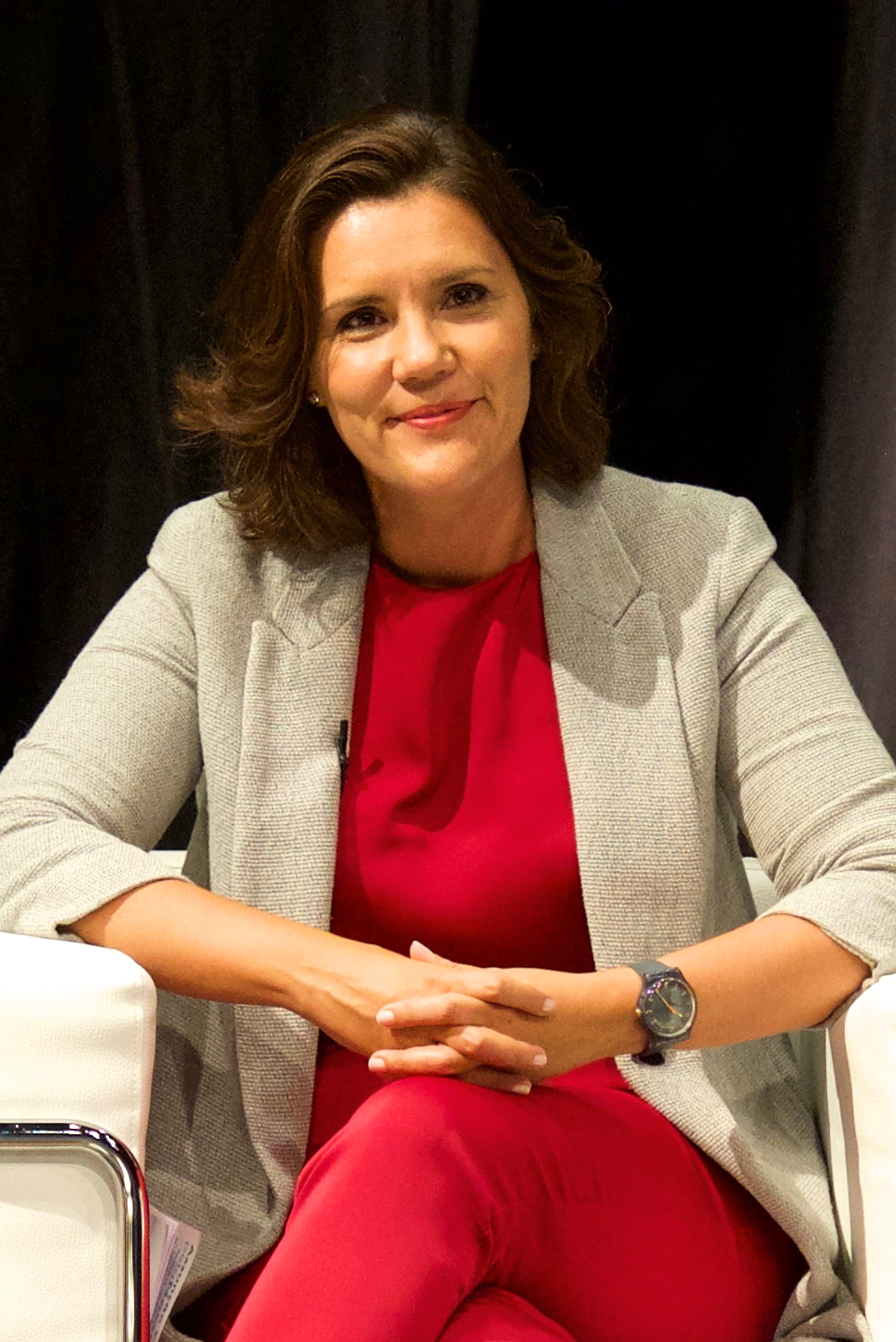
Assunção Cristas CDS - Partido Popular (CDS-PP)
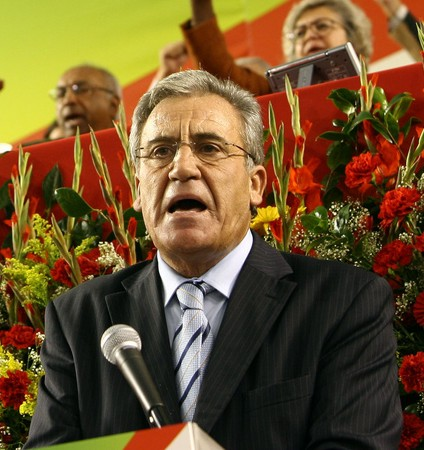
Jerónimo de Sousa CDU - Coligação Democrática Unitária (PCP-PEV)
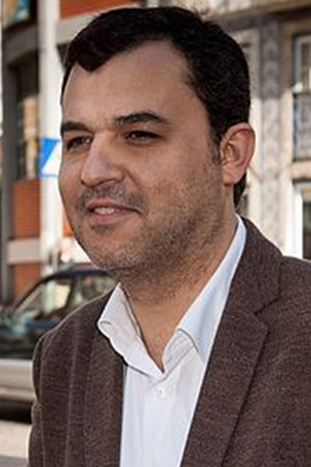
André Silva Pessoas–Animais–Natureza (PAN)

| Data         | Hora        | Intervenientes                                    | Moderador(es)         | Temas que marcaram o debate | Estação                 | Estúdios              | Audiência | Referências                         | Hiperligações |
| ------------ | ----------- | ------------------------------------------------- | --------------------- | --- | ----------------------- | --------------------- | --------- | ----------------------------------- | ------------- |
| 2 set. 2019  | 21:04 21:40 | António Costa (PS) Jerónimo de Sousa (CDU)        | Clara de Sousa        | - Balanço dos quatro anos da "geringonça" - Legislação laboral - Combate à precariedade - Gratuitidade dos manuais escolares - Manutenção de Mário Centeno como ministro das Finanças - Possível saída de Jerónimo de Sousa como secretário-geral do Partido Comunista Português | SIC SIC Notícias        | Paço de Arcos, Oeiras | 1 980 000 | [ 3 ] [ 4 ] [ 5 ] [ 6 ] [ 7 ] [ 8 ] | Vídeo         |
| 3 set. 2019  | 21:30 22:05 | Catarina Martins (B.E.) Assunção Cristas (CDS-PP) | António José Teixeira | | RTP3                    |                       | 154 000   |                                     | Vídeo         |
| 5 set. 2019  | 21:04 21:40 | Rui Rio (PPD/PSD) Assunção Cristas (CDS-PP)       | Clara de Sousa        | | SIC SIC Notícias        | Paço de Arcos, Oeiras | 927 000   |                                     | Vídeo         |
| 6 set. 2019  | 21:00       | António Costa (PS) Catarina Martins (B.E.)        | António José Teixeira | | RTP1 RTP3               |                       |           |                                     | Vídeo         |
| 7 set. 2019  |             | Catarina Martins (B.E.) André Silva (PAN)         | Clara de Sousa        | | SIC Notícias            | Paço de Arcos, Oeiras |           |                                     |               |
| 9 set. 2019  | 21:00       | Rui Rio (PPD/PSD) André Silva (PAN)               | António José Teixeira | | RTP1 RTP3               |                       |           |                                     | Vídeo         |
| 11 set. 2019 |             | António Costa (PS) André Silva (PAN)              | Clara de Sousa        | | SIC SIC Notícias        | Paço de Arcos, Oeiras |           |                                     |               |
| 12 set. 2019 | 21:00       | Rui Rio (PPD/PSD) Jerónimo de Sousa (CDU)         | António José Teixeira | | RTP1 RTP3               |                       |           |                                     |               |
| 13 set. 2019 |             | António Costa (PS) Assunção Cristas (CDS-PP)      | por anunciar          | | TVI                     |                       |           |                                     |               |
| 14 set. 2019 |             | Assunção Cristas (CDS-PP) André Silva (PAN)       | por anunciar          | | RTP3                    |                       |           |                                     |               |
| 15 set. 2019 |             | Rui Rio (PPD/PSD) Catarina Martins (B.E.)         | por anunciar          | | TVI                     |                       |           |                                     |               |
| 16 set. 2019 |             | Rui Rio (PPD/PSD) António Costa (PS)              | por anunciar          | | RTP TVI SIC             |                       |           |                                     |               |
| 18 set. 2019 |             | PPD/PSD, PS, B.E., CDU, CDS-PP, PAN               | por anunciar          | | Antena 1 Renascença TSF |                       |           |                                     |               |
| 23 set. 2019 |             | PPD/PSD, PS, B.E., CDU, CDS-PP, PAN               | por anunciar          | | RTP                     |                       |           |                                     |               |
| 23 set. 2019 |             | Rui Rio (PPD/PSD) António Costa (PS)              | por anunciar          | | Antena 1 Renascença TSF |                       |           |                                     |               |
| 30 set. 2019 |             | Partidos s/ assento parlamentar                   | por anunciar          | | RTP1 RTP3               |                       |           |                                     |               |

## Debates

### António Costa vs. Jerónimo de Sousa (2 de setembro)
O primeiro debate teve lugar na segunda-feira, 2 de setembro, nos estúdios da SIC, em Paço de Arcos, Oeiras. O debate transmitido na SIC e na SIC Notícias, moderado por Clara de Sousa, teve a duração de 35 minutos.

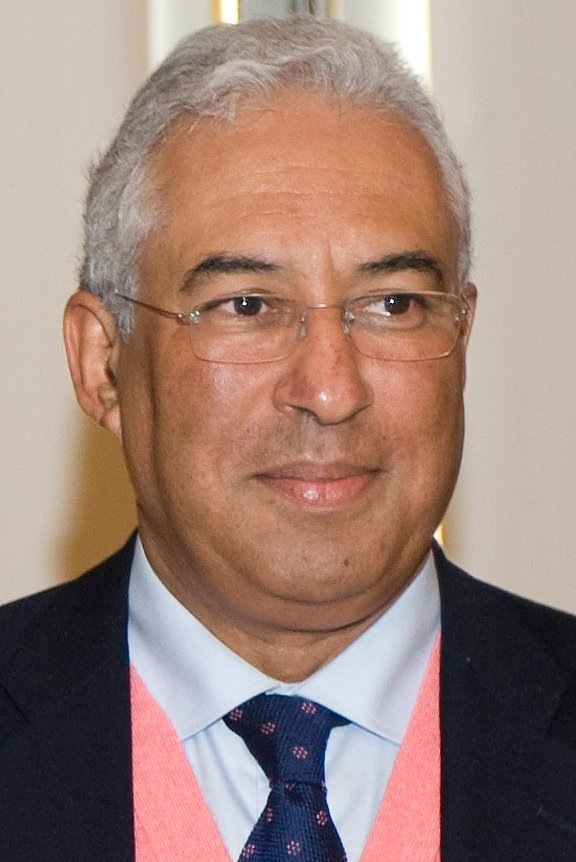
António Costa (PS)
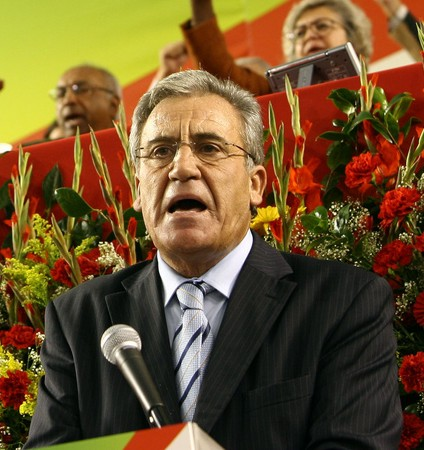
(CDU)

### Catarina Martins vs. Assunção Cristas (3 de setembro)
O segundo debate teve lugar na terça-feira, 3 de setembro, nos estúdios da RTP. O debate transmitido na RTP3 foi moderado por António José Teixeira.

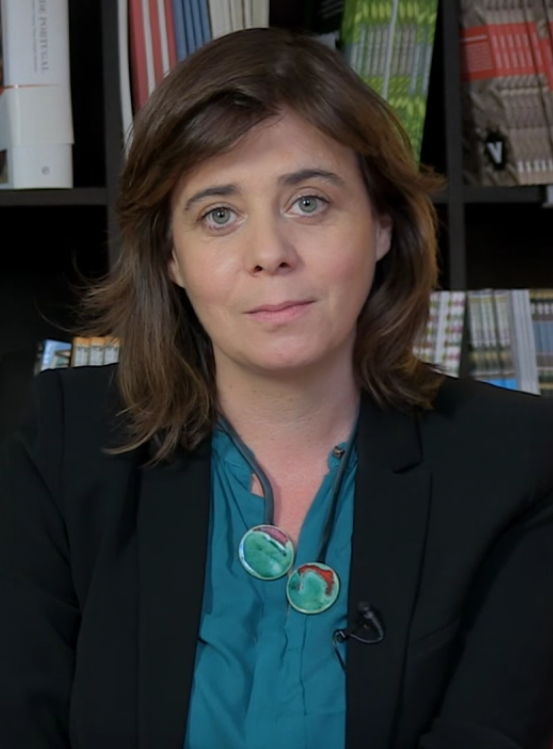
Catarina Martins (B.E.)
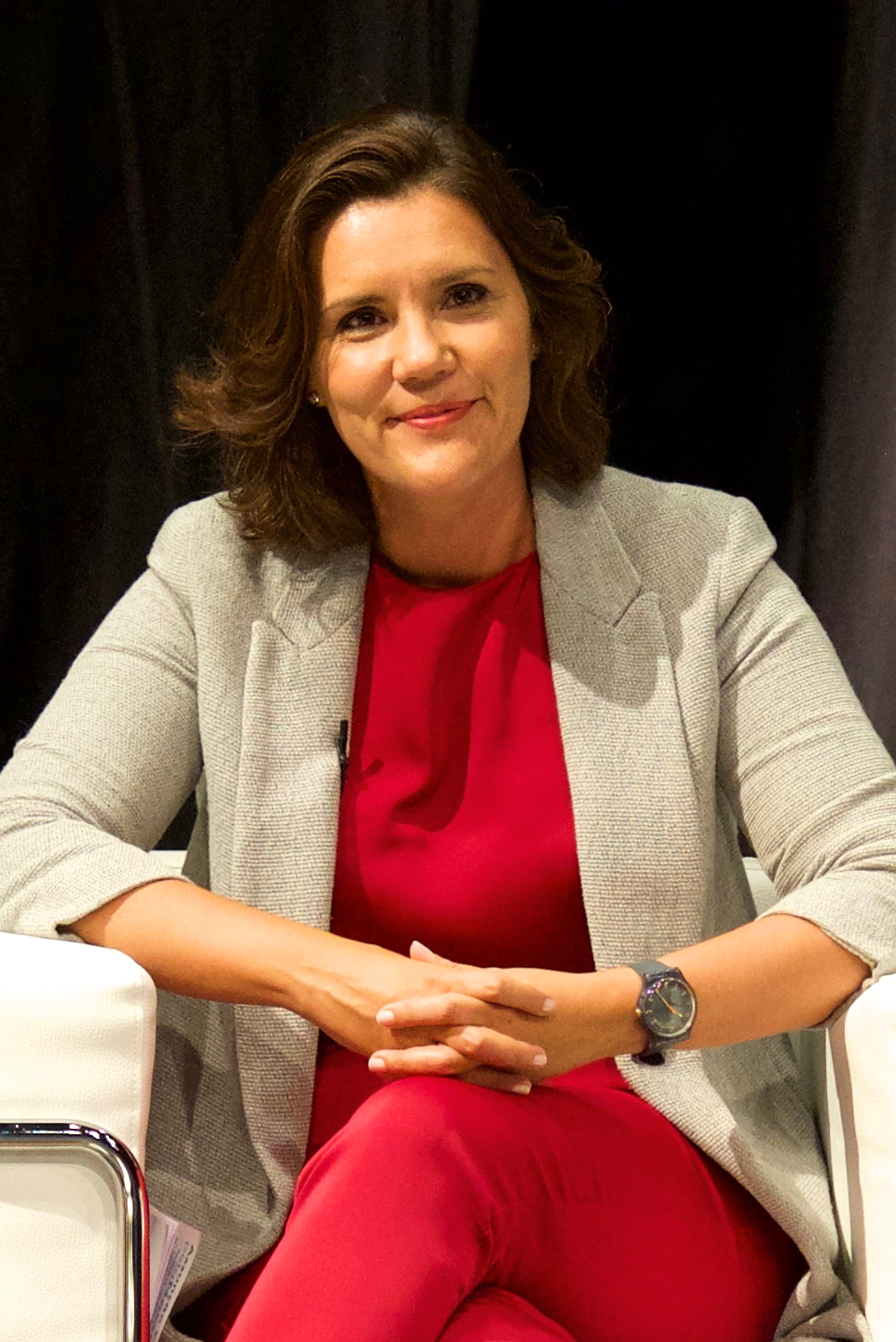
Assunção Cristas (CDS-PP)

### Rui Rio vs. Assunção Cristas (5 de setembro)
O terceiro debate teve lugar na quinta-feira, 5 de setembro, nos estúdios da SIC, em Paço de Arcos, Oeiras. O debate transmitido na SIC e na SIC Notícias, moderado por Clara de Sousa, teve a duração de 30 minutos.

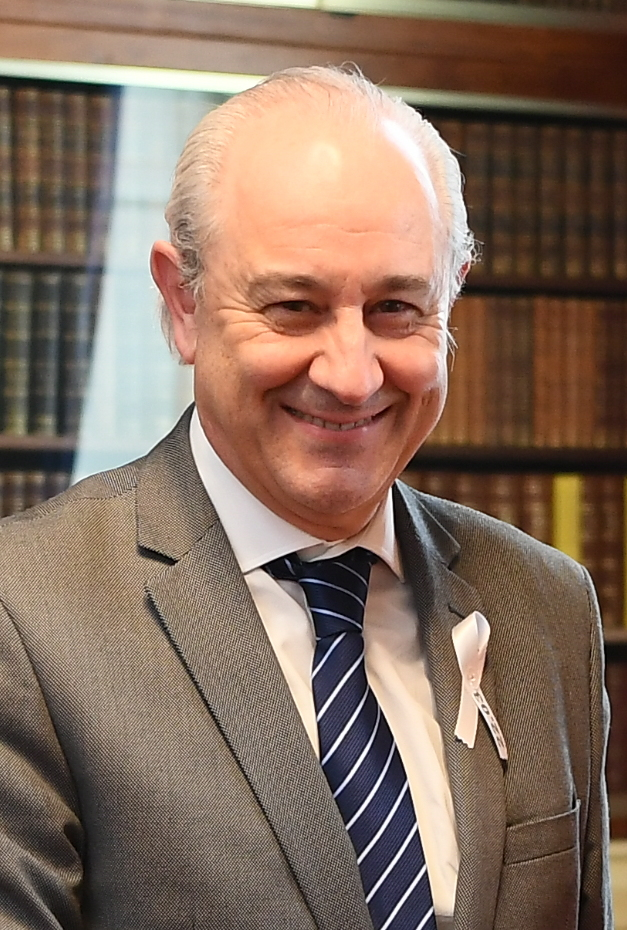
Rui Rio (PPD/PSD)
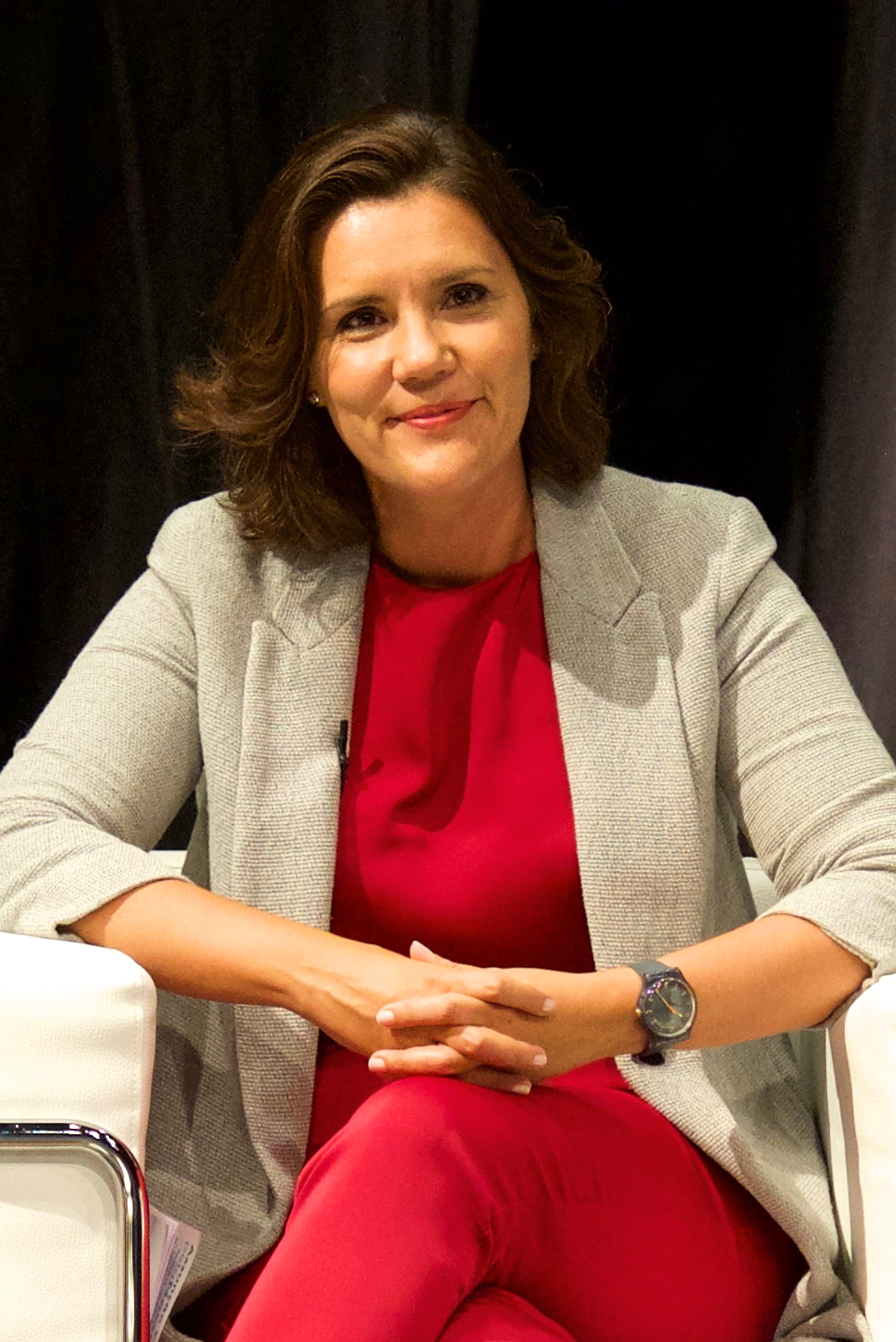
Assunção Cristas (CDS-PP)